# Minmi
Minmi war eine Gattung von Vogelbeckensauriern aus der Gruppe der Ankylosauria. Funde der Minmi kommen aus der Unteren Kreidezeit in Australien.

## Merkmale
Minmi erreichte eine Länge von rund 3 Metern, der Schädel war 29 Zentimeter lang. Er bewegte sich wie alle Ankylosaurier quadruped (auf allen vieren fort) und hatte verglichen mit anderen Ankylosauriern lange Gliedmaßen – wobei die hinteren länger waren als die vorderen. Wie alle Ankylosaurier wies er eine Panzerung aus Hornschuppen auf; diese waren verhältnismäßig klein und verliefen in Reihen. Auch der Bauch war von kleinen Knochenplatten bedeckt, an der Oberseite des Schwanzes verlief eine Doppelreihe scharfkantiger Knochenschuppen. Der Kopf war bis auf zwei aus dem Schuppenbein ragenden Höckern im Gegensatz zu anderen Ankylosauriern nicht gepanzert. Einzigartig unter den Ankylosauriern sind die waagrechten, neben den Wirbeln verlaufenden Knochen. Er hatte kleine, an eine pflanzliche Nahrung angepasste Zähne.

## Entdeckung und Benennung
Fossile Überreste von Minmi wurden in Queensland (Australien) entdeckt und 1980 von Ralph Molnar erstbeschrieben. Es war der erste Ankylosaurier aus Australien – ja sogar der gesamten Südhalbkugel. Der Name leitet sich von Minmi Crossing bei Roma in Queensland ab. Typusart ist Minmi paravertebra; in den 1990er-Jahren wurde eine zweite, bislang nicht benannte Art von Molnar entdeckt. Die Funde werden in die Untere Kreidezeit (Aptium oder Albium), vor 126 bis 100 Millionen Jahren, datiert.

## Systematik
Minmi ist ein urtümlicher Vertreter der Ankylosauria, dessen genaue systematische Einordnung schwierig und umstritten ist. Ursprünglich zu den Nodosauridae gezählt, wird er heute zu den Ankylosauridae eingeordnet, wo er mit Ausnahme des noch urtümlicheren Gargoyleosaurus die Schwesterart der übrigen Ankylosauridae darstellt.